# 馬克·福斯特
馬克·福斯特（德語：Marc Forster，1969年11月30日—）是一位德国裔的電影導演和編劇，以執導《孽愛傷痕》、《尋找新樂園》、《奇幻人生》、《新鐵金剛之量子殺機》、《地球末日戰》和《維尼與我》所為人認識。他亦曾獲提名英國電影學院獎、金球獎和獨立精神獎。

## 经历
馬克·福斯特父母分別為德國醫師與建築師，童年時隨父母搬遷至瑞士達沃斯長居，雖然在瑞士長大，不過依然是德國公民。福斯特童年時觀看的第一部的戲院電影是12歲時，法蘭西斯·柯波拉作品《現代啟示錄》，受此啟發，福斯特便夢想朝導演之路前進。
1990年，福斯特搬到紐約進入紐約大學電影學校就讀，拍攝了幾隻紀錄片。三年後，搬遷至好萊塢，並且拍攝了實驗性質的低成本影片《Longers》。而福斯特的第一部電影，則是《Everything Put Together》，在當年曾獲得日舞影展大獎提名。
《擁抱豔陽天》則是讓福斯特聲名大噪的電影，這部由荷莉·貝瑞主演的電影，在當年獲得2項奧斯卡金像獎提名，而荷莉·貝瑞也成為首位封后的黑人演員。福斯特的下部作品《尋找新樂園》，改編自彼得潘作者詹姆斯·馬修·巴里的故事，獲得了7項奧斯卡金像獎提名，包括最佳影片，而福斯特本身，也獲得金球獎、英國影藝學院獎、美國導演工會獎的獎項提名。
2005年驚悚片作品《離魂》則不被影評所認同，儘管有複雜的視覺效果和伊旺·麥奎格、娜歐蜜·華茲演出，但在北美票房僅僅只有400萬美元收入而已。福斯特下部作品《口白人生》，則在票房大獲成功，全球賺進5400萬美元的票房收入。
福斯特接下來作品為改編自同名暢銷小說的《追風箏的孩子》，這部作品由阿富汗裔美國人卡勒德·胡賽尼所著，而電影則獲得了一項奧斯卡金像獎提名。
福斯特在2008年執導第22部007系列電影《007量子危機》，2008年年底上映，全球收获5.86亿美圆。

## 電影作品
| 年度 | 片名                       | 奧斯卡提名 | 奧斯卡獲獎 |
| ---- | -------------------------- | ---------- | ---------- |
| 1995 | 《Longers》                |            |            |
| 2000 | 《破碎之梦》               |            |            |
| 2001 | 《擁抱豔陽天》             | 2          | 1          |
| 2004 | 《尋找新樂園》             | 7          | 1          |
| 2005 | 《離魂》                   |            |            |
| 2006 | 《口白人生》               |            |            |
| 2007 | 《追風箏的孩子》           | 1          |            |
| 2008 | 《007量子危機》            |            |            |
| 2011 | 《機槍教父》               |            |            |
| 2013 | 《地球末日戰》             |            |            |
| 2016 | 《盲女驚心》               |            |            |
| 2018 | 《摯友維尼》               |            |            |
| 2022 | 《超難搞先生》             |            |            |
| 2023 | 《奇蹟男孩外傳：白鳥小屋》 |            |            |

## 外部連結
- 馬克·福斯特在互联网电影资料库（IMDb）上的資料（英文）
- "Straight on Till Morning" （页面存档备份，存于） Marc Forster interviewed at AlterNet.